# 卡默 (伊利諾伊州)
卡默（英語：Comer）是位於美國伊利諾伊州馬庫平縣的一個非建制地區。該地的面積和人口皆未知。

## 地理
卡默的座標為39°17′35″N 89°58′14″W / 39.29306°N 89.97056°W，而該地的平均海拔高度為188米（即617英尺）。